# حمزة صالح
حمزة صالح لاعب كرة قدم سعودي سابق، هو حمزة محمد صالح مواليد المدينة المنورة عام 1967م, لعب لاندية الأهلي والأنصار وأحد كما مثل المنتخب السعودي.
ويملك حمزة تاريخ حافل بالبطولات والألقاب، ويعد من أبرز النجوم الذين مروا على الكرة السعودية.

## مسيرته الكروية
برز حمزة في بدايته من خلال حواري المدينة المنورة ولكن ما منع من انضمامه للاندية هو أنه لا يحمل الجنسية السعودية، وحاول نادي أحد تجنسيه ولكن محاولاته لم يكتب لها النجاح.
وفي عام 1410هـ علم النادي الاهلي بموهبته وسعى بقوة حتى تحصل على الجنسية السعودية وما دعم ذلك هو أنه لاعب موهوب ومفيد للنادي وكذلك للمنتخب كما أن مدرب الاهلي في ذلك الوقت البرازيلي لازورني اقتنع بمستواه واوصى بسرعة تسجيله.
لم تفصل حمزة الا فترة قصيرة عن التألق في الملاعب السعودية، حيث أصبح منذ ذلك العام ركيزة أساسية في الفريق الاهلاوي، وانضم بعد عامين للمنتخب الأول في البطولة العربية.
وحينما اثبت حمزة صالح قدراته الكبيرة مثل المنتخب الأول في مونديال أمريكا 94 وساهم بفعالية في تأهل المنتخب للدور الثاني كإنجاز تاريخي كما شارك في مونديال فرنسا 98.
حقق مع الاهلي بطولة وحيدة وكانت تلك البطولة قد فكت النحس الذي لازم الاهلي لسنوات طويلة حيث لم يحقق الذهب منذ 1405هـ حتى عام 1418 الذي شهد فوزه بكأس ولي العهد أمام نادي الرياض.
ابتعد عن النادي الاهلي في عام 1420هـ وعاد إلى المدينة المنورة ولعب موسم مع نادي الأنصار وبعد ذلك انتهت فترة احترافه. بعد 6 أشهر خاطبه علي فوده رئيس نادي أحد وسجله في نادي أحد ولعب له لمدة أربعة مواسم، حيث لعب الدور الثاني من الموسم الأول وفي الدور الثاني صعد الفريق إلى الدوري الممتاز وموسمين في دوري الدرجة الأولى.

## اسهاماته مع الاندية التي مثلها
- الفوز مع الأهلي ببطولة كأس ولي العهد عام 1418هـ
- الصعود بفريق أحد إلى الدوري المماز 1423هـ

## اسهاماته مع المنتخب
- ساهم في تحقيق أول كأس خليجية مع المنتخب السعودي التي أقيمت في دولة الإمارات العربية المتحدة عام 1994م.
- ساهم في الفوز بكأس آسيا 96 بالإمارات
- شارك في تأهل منتخب المملكة إلى كأس العالم لأول مرة في أمريكا عام 1994م.
- شارك في تأهل المنتخب السعودي للمرة الثانية لكأس العالم في فرنسا 1998م.
- شارك في أول بطولة للقارات التي أقيمت بالرياض 92
- شارك كذلك في البطولة الثانية للقارات 95

## روابط خارجية
- حمزة صالح على موقع الاتحاد الدولي (مؤرشف)  (الإنجليزية)
- حمزة صالح على موقع قاعدة بيانات كرة القدم.إي يو (الإنجليزية)
- حمزة صالح على موقع ناشيونال فوتبول تيمز (الإنجليزية)
- حمزة صالح على موقع Soccerway.com (الإنجليزية)
- حمزة صالح على موقع عالم كرة القدم.نت (الإنجليزية)